# 美少女人鱼
《美少女人鱼》（英語：H2O: Just Add Water）是一部澳大利亚剧电视剧，于2006年7月7日在十號電視網首播的电视剧。

## 演員和角色

### 主要
- 佳礼巴·海涅（英语：Cariba Heine） 飾演 瑞奇·查德威克
- 克莱尔·霍尔特 飾演 艾玛·吉尔伯特
- 菲比·托金 飾演 克莱奥·塞尔托里
- 安格斯·麦克拉伦（英语：Angus McLaren） 飾演 刘易斯·麦卡特尼
- 印第安纳·埃文斯 飾演 伊莎贝拉·哈特利
- 盧克·米切爾 飾演 威尔·本杰明

### 常设
- 伯吉斯·阿伯内西 飾演 赞恩·贝内特
- 布列塔尼·伯恩斯（英语：Brittany Byrnes） 飾演 夏洛特·沃斯福特
- 克雷格·霍纳（英语：Craig Horner） 飾演
- 泰伦·马勒（英语：Taryn Marler） 飾演